# 3014 Huangsushu
3014 Huangsushu è un asteroide della fascia principale. Scoperto nel 1979, presenta un'orbita caratterizzata da un semiasse maggiore pari a 2,3637874 UA e da un'eccentricità di 0,2274551, inclinata di 0,98723° rispetto all'eclittica.
L'asteroide è intitolato a Su-Shu Huang, astrofisico cinese naturalizzato statunitense.